# Thomisus cancroides
Thomisus cancroides là một loài nhện trong họ Thomisidae.
Loài này thuộc chi Thomisus. Thomisus cancroides được miêu tả năm 1841 bởi Eydoux & Souleyet.